# Макаров, Павел Семёнович
Па́вел Семенович Мака́ров (1841—1891) — русский музыкальный критик и композитор, редактор журнала «Музыкальный свет».
С 1879 года состоял редактором «Биржевых ведомостей». Написал много музыкальных фельетонов и рецензий.
Автор около 150 романсов, в числе которых «Привяжи, душа-рыбачка…» (1871, на стихи Гейне в переводе М. Л. Михайлова), «Уж я сердце своё…» (1871, на стихи Д. Минаева), «Цыганка» («Жаждой неги дыша…», 1873, на стихи Э. Губера). Кроме того, Макарову принадлежит ряд фортепианных пьес и опера «Марион Делорм» (о знаменитой французской куртизанке, не поставлена).
Похоронен в Санкт-Петербурге на Литераторских мостках Волковского кладбища.